# Csíkászat

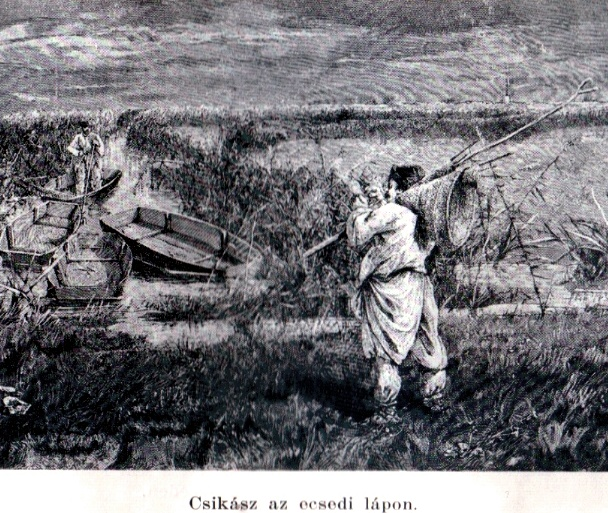
Csíkászok a régi Ecsedi-lápon

A csíkászat, mely a csíkhal (Cobitis L.) halászatára vonatkozott, a halfogás egyik ősi formája volt, főleg mocsaras, lápos vidékeken, mint például a régi Szatmár megyében, az Ecsedi-láp környékén vagy a régi Bereg vármegyében a Szernye-mocsár környékén, ahol azt ősi módszerekkel és szerszámokkal űzték.
Olyan helyeken, ahol a réti csík előfordult, nyáron szárazság idején a lakosság kiásta a nedves rét talajába elrejtőzött példányait, és a réteken turkáló sertések is ízletes falatokhoz jutottak ilyenkor.

## Az Ecsedi-lápon

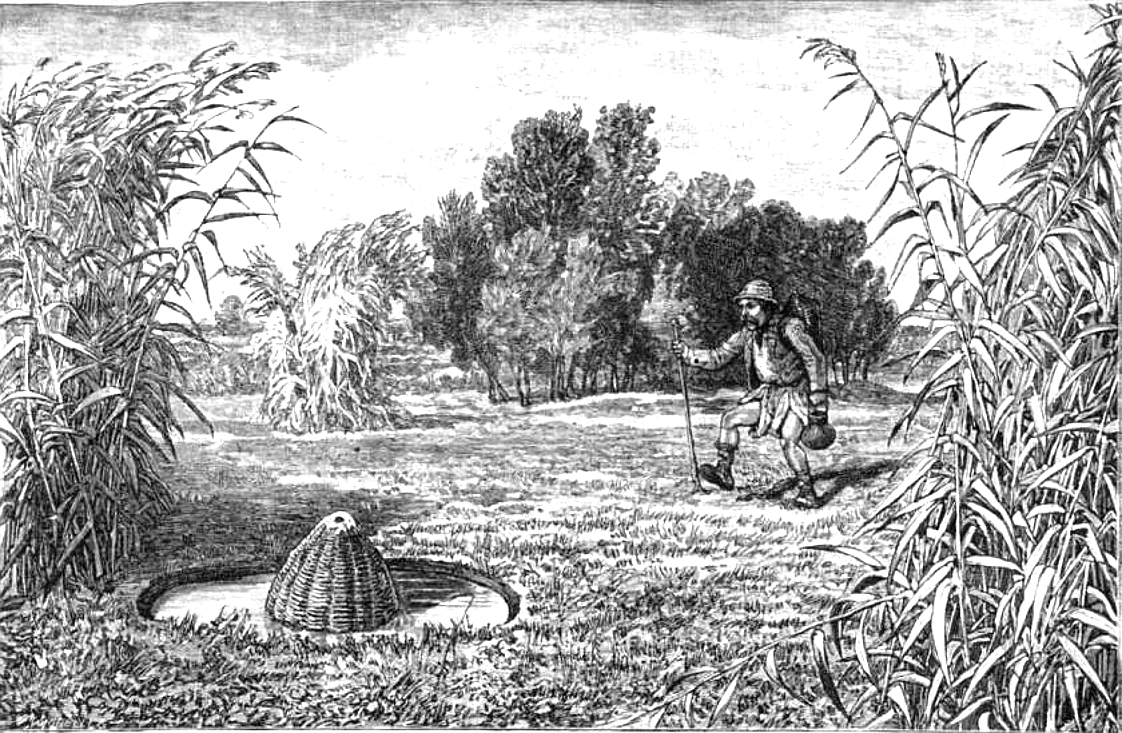
Csíkász az Ecsedi-lápon. Az ingólápon a kivágott lápkút és a bele állított csíkkas felé halad a csíkász lápmetszővel, lápi bottal és csíktökkel a kezében, hátán cipeli a csíkputtonyt

Az Ecsedi-láp egyik specialitásának számított a réti csík, és a lápi csík (Cobitis L.), amelyek mocsári halfélék, és az egykori Ecsedi-lápon és környékén népi élelmezési cikkek voltak. A lápon mindenütt volt csík, a falvak árkaiban és lápszélekben is lehetett fogni. Az Ecsedi-láp környéki falvak lakóiból sokan az 1800-as évekig, a láp lecsapolásáig főként csíkászatból éltek, hiszen a csíkhal fontos böjti tápláléknak számított.
Az Ecsedi-láp környékén a "csikászat fészkei" főleg Nagyecsed, Tyukod és Börvely voltak, ahol éltek olyan emberek, kiknek tevékenysége összefüggött a láppal.
Ezek néhány eszközéről leírás is fennmaradt.
- Ilyen eszköz volt a kanál alakú, úgynevezett csíkszűrő, mely kivágott hosszúnyakú lopótökből készült, valamint a fűzvesszőből csavart, "kasornyába" fogott kurtanyakú kabaktök (Lagenaria siceraria) vagy szatmári kabaktök,  mely reliktum-növényeket a csíkász saját udvarának legjobb helyén nevelte.
- A két-háromágú "lápibot", mellyel a csíkász az ingó lápot vizsgálta, nehogy süppedős helyre lépjen. Ezt a láp környékének falvaiban különböző neveken ismerték: például Tyukodon nadályozó, Kocsordon tapogató volt a neve.

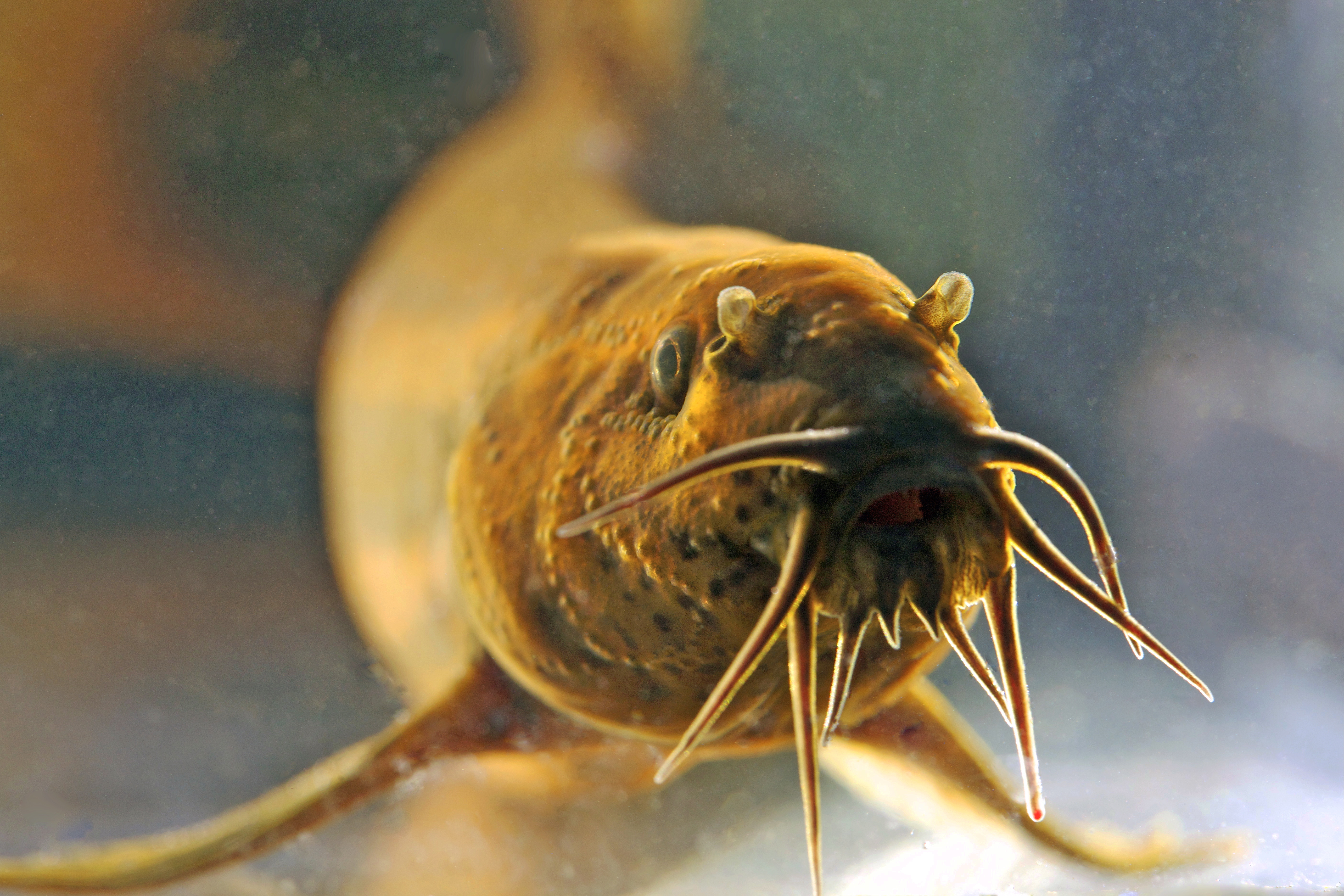
Réti csík (Misgurnus fossilis) portré. "a kis száj kissé előre és torok felé áll, a felső állkapocsnak megfelelő részén hat bajusz van, ezek között a szájzugnak megfelelő tájon álló a leghosszabb; az alsó állkapocsnak megfelelő részen a bajuszok száma négy; mind a tíz bajusz páros elrendezésű s élő állapotban a vízben csillagszerűen veszi körűl a szájnyílást" Herman Ottó leírása

A csíkász a lápban úgy fogta a csíkot, hogy a mocsárban nádból, sásból, zsombékból, vagy fűcsomókból, törmelékből gátat épített (csíkgát), és a gát egymástól 3-3 méterre levő nyílásaihoz, vagy a nyílt vízre állította a Fűzvesszőből font kast (csíkkas) a csík járásával szemben, vagy télen a jégbe vágott lékbe függőlegesen állította le. Mivel a csík jellegzetessége volt, hogy feje mindig a víz színén volt, így könnyen meg lehetett tudni tartózkodási helyét. A csíkász az ingó lápon lápmetszővel vágott lápkutat a csíkkas számára és abba gyűjtötte a kifogott halakat.

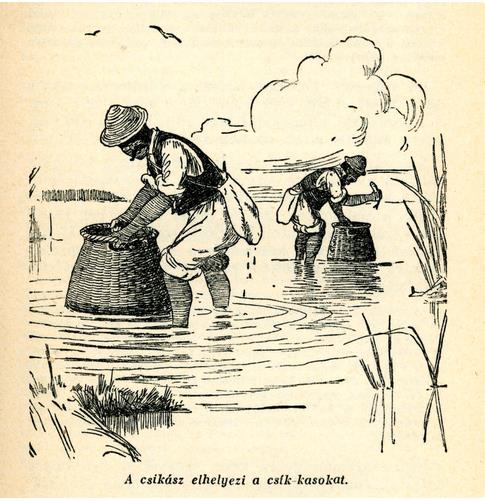
A csíkász elhelyezi a csík kasokat

A körte alakú csíkkast este rakta le, és reggelre megtelt csíkkal. A csíkban  bő években egy-egy kas háromszor is megtelt éjszakánként, s némely szorgalmas halász 6-8 kassal is dolgozott egyszerre. A csíkász a napi fogást a háza udvarán ásott csíkverembe gyűjtötte össze, ahova a csíkhalat a fogás helyéről hátra akasztható, hátizsákszerű csíkputtonyban, csíktökben szállította el. A csíkverem általában egy kerek, vagy téglalap alakú, körülbelül 1,5-2 méter mélységű fedett verem volt.
Az elvermelt, összegyűjtött élő csíkot (halat) a csíkászok sokszor maguk hordták Munkács, Beregszász, és Debrecen vásáraira hordókban, de leginkább helyben adták el a lápszéli falvakat rendszeresen járó "tajigás" kereskedőknek. A vásárokban az ecsedi csíkászokat könnyen meg lehetett ismerni, mert mezítláb mérték a csíkot, bocskorukat a vállukon tartották.
Egyszerre egy kemence csíkot sütöttek. A csíkot szűrő tálban megmosták, majd fazékba tették vízre. A fazékból egyenként kiemelve lenyakazták, és egy másik edénybe rakták. Miután együtt volt a lenyakazott és kibelezett csíktömeg, megsózták. A só hatására a testükön lévő nyálka és bőr lehámlott, majd ismét megmosták, és úgy tették tepsikbe, amelyekbe előzőleg káposztaleveleket raktak, és tartalmukat ropogósra sütötték. Az árvizes esztendőkben… kevés volt a kenyér, és a mezőre az egész falu jól szárított sült csíkot hordott. Mikor délben harangoztak, leültünk, és jóízűen megettük, ittunk rá vizet, és dolgoztunk tovább – emlékezik Katona Jánosné 71 éves adatközlő.
A régi csíkászat mára csak hallomásból, leírásokból ismert elfeledett mesterség, mivel a csík mára már teljesen kiveszett az egykori Ecsedi-láp területéről, hiszen a faj a megváltozott viszonyokhoz nem tudott alkalmazkodni.